# Mastigoproctus giganteus
Espèce
Synonymes
- Thelyphonus giganteus Lucas, 1835
- Thelyphonus excubitor Girard, 1854
- Thelyphonus rufus Butler, 1872

Mastigoproctus giganteus est une espèce d'uropyges de la famille des Thelyphonidae.

## Distribution
Cette espèce est endémique du Mexique. Elle se rencontre vers le Morelos.

## Description

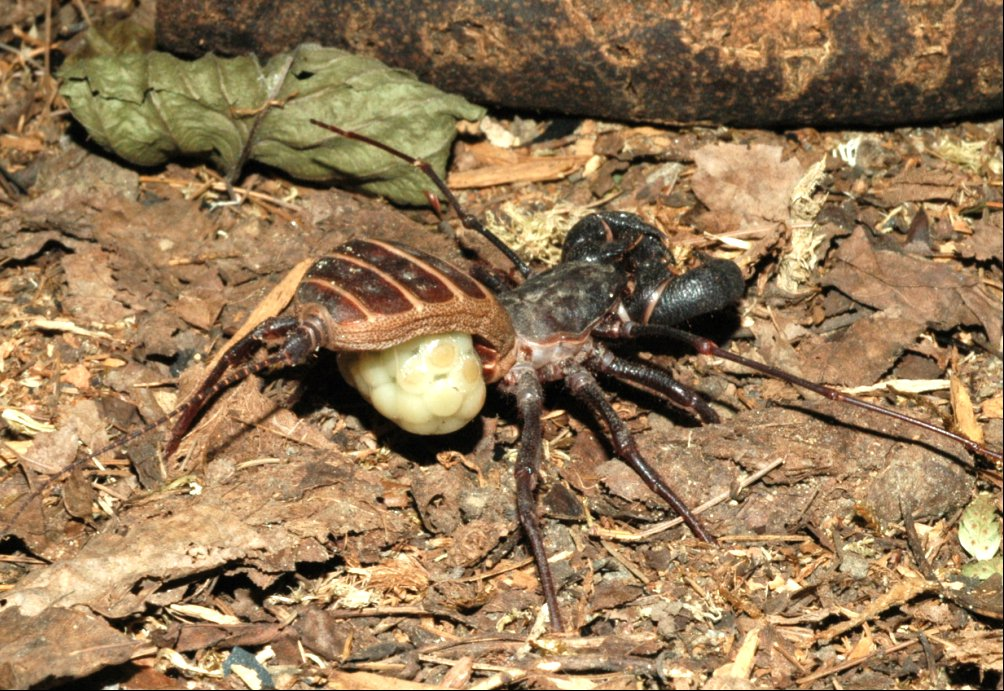
Mastigoproctus giganteus femelle

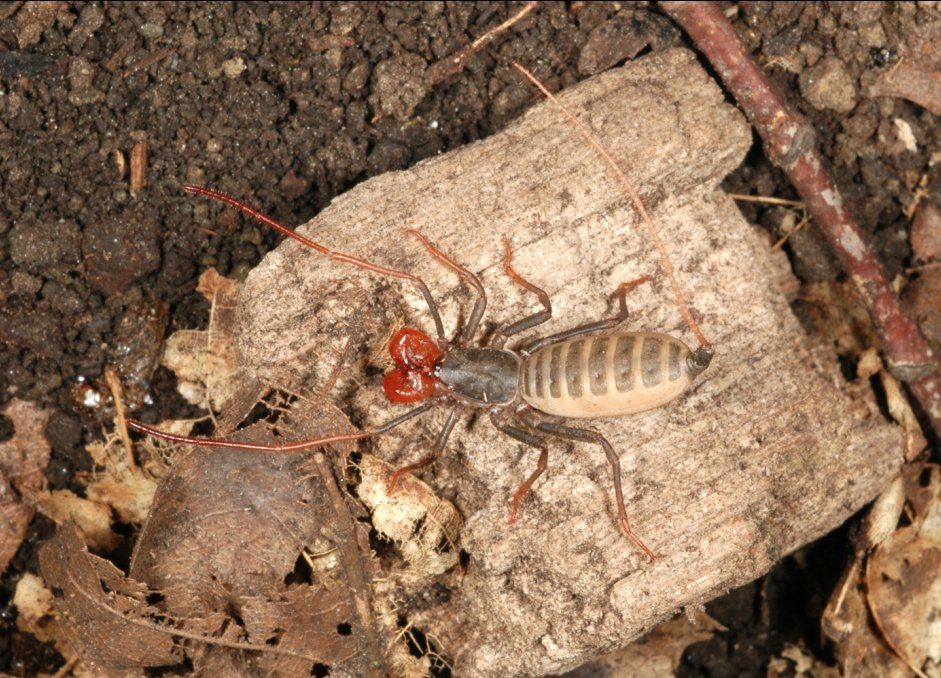
Mastigoproctus giganteus juvénile

Les mâles mesurent jusqu'à 60,1 mm et les femelles jusqu'à 62,4 mm.

## Systématique et taxinomie
Cette espèce a été décrite sous le protonyme Thelyphonus giganteus par Lucas en 1835.
Cette espèce a été révisée : trois populations ont été décrites comme des espèces distinctes et les sous-espèces Mastigoproctus giganteus scabrosus, Mastigoproctus giganteus mexicanus et Mastigoproctus giganteus floridanus ont été élevées au rang d'espèce par Barrales-Alcalá, Francke et Prendini en 2018.

## Publication originale
- Lucas, 1835 : Sur une monographie du genre Thélyphone. Magasin de Zoologie, vol. 5, Classe VIII (texte intégral).